# Промет
Промет (или Прометей) — сын Кодра, поселившийся на Наксосе. Дамасихтон и Промет, сыновья Кодра, заключили во главе ионийцев союз с дорийцами в Колофоне, но стали царями. Позднее Промет убил Дамасихтона, бежал на Наксос и умер там. Похоронен у Колофона. Предок Кидиппы.